# Шпальта
Шпа́льта (від нім. Spalte), також стовпе́ць, колонка — в поліграфії — скомпонована частина набірної форми, що включає в себе заголовки, кліше, колонцифри, формули та інші елементи, що дає на папері відбиток сторінки видання — газети, журналу, книги; часто під шпальтою розуміють сторінку видання. Також шпальта — ряд коротких рядків у газеті, журналі тощо, розташованих один під одним так, що вони становлять вертикальну смугу на сторінці. Зрідка так могли називати й гранку.
Після 1990-х років верстається в основному на комп'ютері за допомогою відповідного програмного забезпечення.